# Benito Manuel Agüero

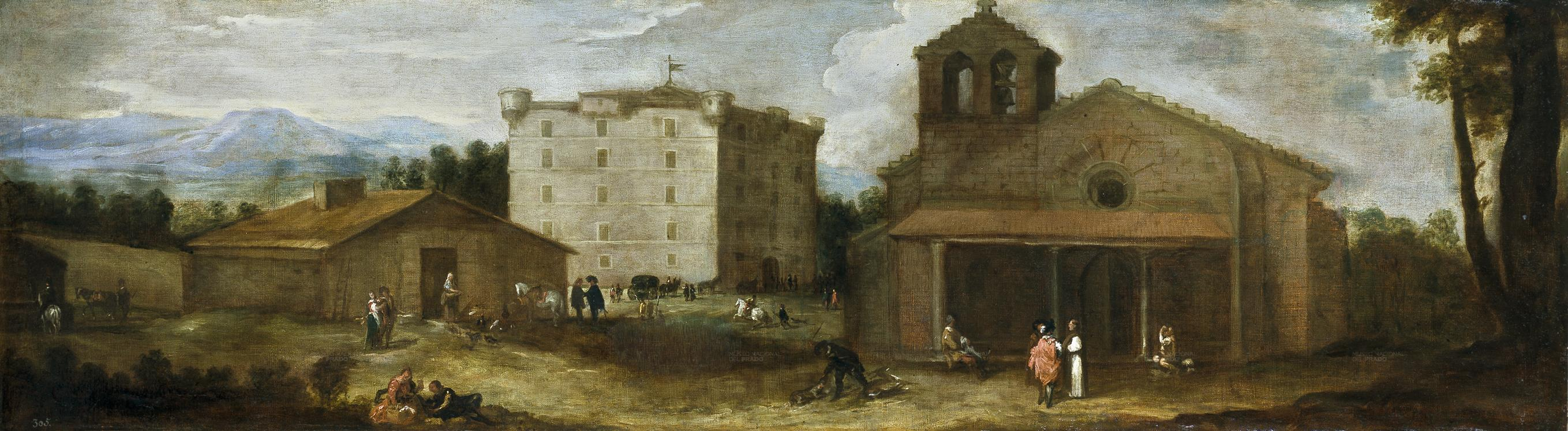
Vista de El Campillo, casa de campo de los monjes de El Escorial. Óleo sobre lienzo, 55,5 x 199 cm, Aranjuez, Palacio Real de Aranjuez, depósito del Museo del Prado.

Benito Manuel Agüero (Burgos, c. 1629-Madrid, 1668) fue un pintor barroco español, seguidor de Velázquez y especializado en la pintura de paisaje.

## Biografía
Natural de la ciudad de Burgos, según declaró él mismo en la información para el ingreso como seminarista en el Monasterio de El Escorial de Melchor Julián Mazo, hijo de Juan Bautista Martínez del Mazo, aunque Antonio Palomino le tenía por madrileño, fue discípulo de Alonso Cano en cuyo taller entró como aprendiz en octubre de 1639. Colaborador y amigo de Martínez del Mazo, pintor de cámara y yerno de Velázquez, gracias a él y a su trabajo en el Alcázar de Madrid pudo entrar en contacto con la pintura de Velázquez y de los maestros venecianos de la centuria anterior, cuyas influencias son notables en su pintura, pero también conocer las obras de artistas como Claudio de Lorena y Salvator Rosa, a los que debe la concepción dramática de sus composiciones.
Se especializó en la pintura de paisajes con figuras, siendo muy alabados por Antonio Palomino, aunque abordó también, como parecía obligado, la pintura religiosa. A este género pertenece la única obra nominalmente citada por Palomino junto con los muchos paisajes de los palacios de Aranjuez y del Buen Retiro: la Imposición de la casulla a San Ildefonso del Real Monasterio de Santa Isabel, destruida en 1936 por un incendio provocado a comienzos de la guerra civil española.
Falleció en Madrid, donde tenía su residencia en la calle de Santa Polonia, el 19 de marzo de 1668, siendo enterrado en la parroquia de San Sebastián, lo que llevaría la fecha de su nacimiento a 1624 si, como asegura Palomino, tenía en ese momento cuarenta y cuatro años, si bien el propio pintor declaró en diciembre de 1665, al tasar la pequeña colección de pinturas de Nicolás del Castillo, que es de edad de treinta y seis años poco más o menos, lo que obligaría a retrasar el año de nacimiento a 1629. Siempre conforme a Palomino, era hombre de buen humor y de «dichos muy agudos», por lo que el mismo rey Felipe IV gustaba de oírle.

## Obra

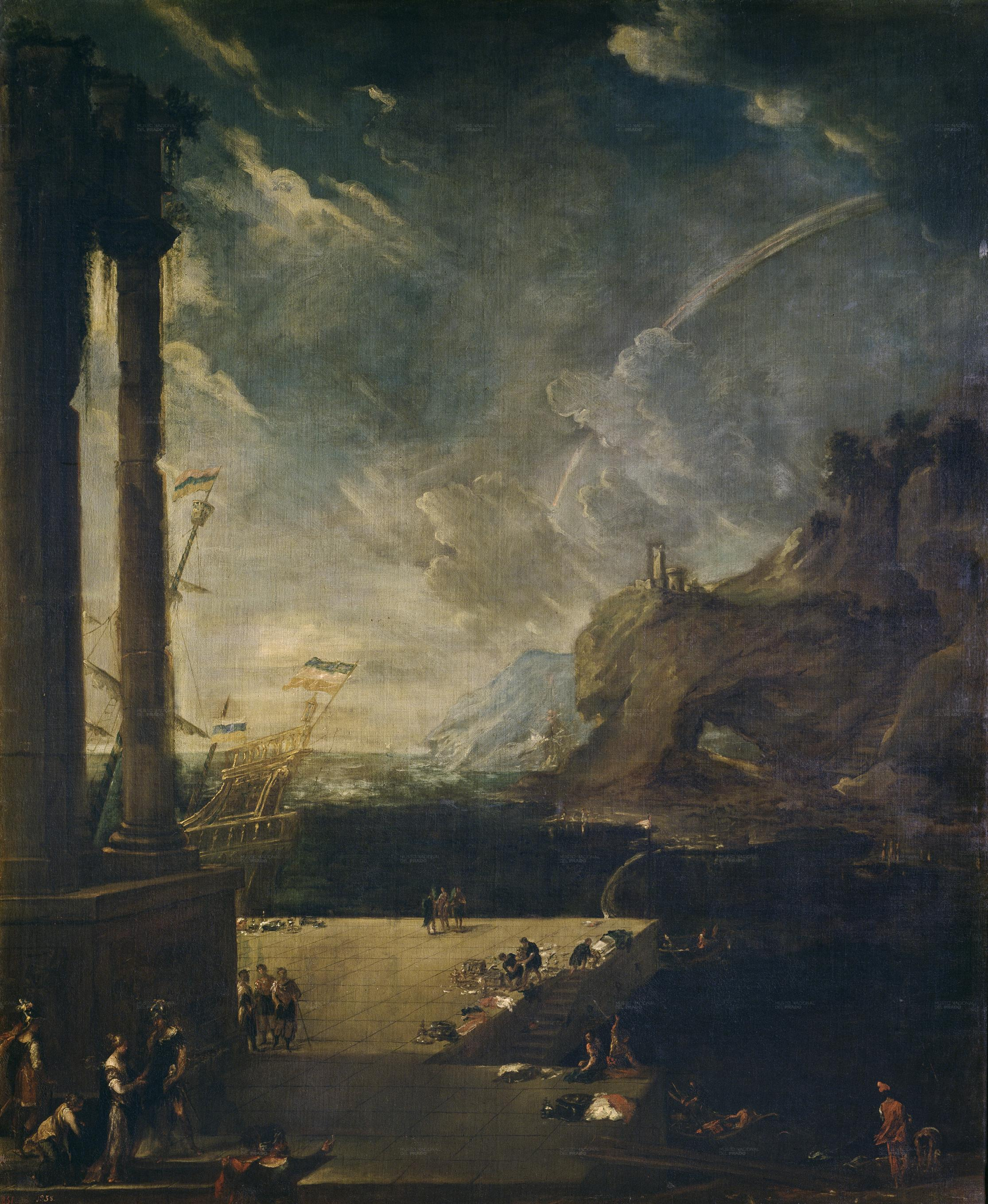
Paisaje con la salida de Eneas del puerto de Cartago, óleo sobre lienzo, 239 x 205 cm, Madrid, Museo del Prado.

Todas las obras conservadas pertenecen al género paisajístico en el que se especializó y en el que, según Palomino, proporcionó numerosas obras para la decoración de los palacios del Buen Retiro y de Aranjuez, donde según el inventario de 1701 colgaban treinta y tres paisajes de Mazo y Agüero en el Salón o galería del rey, en su mayoría con escenas mitológicas. Algunos de estos paisajes, atribuidos en ocasiones a Mazo o al propio Velázquez, pasaron al Museo Nacional del Prado (que conserva diez obras del pintor), siendo restituidos a Agüero ya en el siglo XX.
Se trata de paisajes con figuras en los que se representan escenas mitológicas (Mercurio y Argos, Latona y los campesinos y Paisaje con una ninfa y un pastor, depositado en el Museo de Burgos) o extraídas del ciclo troyano (Dido y Eneas, Salida de Eneas de Cartago, Prado), y en los que aprovecha, además de la lección fundamental de Lorena y la técnica velazqueña, composiciones de Rubens para las figuras de reducido tamaño. Lo que importa en ellos, con todo, no son estas figuras, completamente secundarias, sino el ambiente, que es el resultado de la ordenación en el espacio de masas vegetales, ruinas, rocas y montañas lejanas y, sobre todo, de la luz, contrastando sombras y claros con un sentido dramático casi romántico. 
Junto a estos paisajes imaginarios merecen destacarse las vistas de los Reales Sitios (Vista del Monasterio de El Escorial y Vista de El Campillo, casa de campo de los monjes de El Escorial, Prado, depositados en el Monasterio de San Lorenzo de El Escorial), cuadros de formato apaisado al destinarse a sobrepuertas. En ellos, junto a su valor descriptivo y testimonial, tratándose de auténticas vistas del natural animadas por figuras empequeñecidas a causa de la visión panorámica, sobresale el tratamiento de los celajes claros que envuelven con técnica velazqueña la Sierra de Guadarrama.